# مرگ بر خامنه‌ای
«مرگ بر خامنه‌ای» یکی از شعارهای سیاسی در ایران است که نخستین بار در اعتراضات انتخابات ریاست‌جمهوری ایران در سال ۱۳۸۸ فریاد زده شد.
از این عبارت به‌عنوان شعاری تند علیه عالی‌ترین مقام جمهوری اسلامی در راستای اعلام نارضایتی و مخالفت با نظام حاکم در ایران، به خصوص در اعتراضات، استفاده می‌شود؛ چرا که معترضان بر این باورند که شخص سید علی خامنه‌ای به‌عنوان رهبر نظام جمهوری اسلامی در برابر برخوردهای مرگبار و خشن با معترضان مسئول است.
در جریان جنگ ایران-اسرائیل در سال ۲۰۲۵، شمار بسیاری از شهروندان ایرانی با سردادن شعارهای اعتراضی به ویژه «مرگ بر خامنه‌ای» نارضایتی خود را از وضعیت کشور ابراز کردند. این شعار که پیشتر در جریان اعتراضات سال ۱۳۸۸ مطرح شده بود، بار دیگر به‌صورت گسترده در میان معترضان رواج یافت. بسیاری از شهروندان هر شب رأس ساعت ۲۰ از بالکن‌ها و پنجره‌های منازل خود این شعار را فریاد می‌زدند و بدین‌ترتیب نارضایتی خود را از حاکمیت ابراز می‌کردند.

## تاریخچه
شعار «مرگ بر خامنه‌ای» نخستین بار در اعتراضات ۱۳۸۸ سر داده شد و در اعتراضات پس از آن نیز بارها استفاده شد.

### اعتراضات دی ۱۳۹۶ ایران
در جریان اعتراضات دی ۱۳۹۶ ایران مردم شعارهایی همچون «مرگ بر خامنه‌ای»، «خامنه‌ای حیا کن، مملکت و رها کن» سر دادند.

### اعتراضات مرداد ۱۳۹۷ ایران
در جریان اعتراضات مرداد ۱۳۹۷، معترضان علاوه بر شعار «مرگ بر خامنه‌ای» شعارهای «توپ، تانک، فشفشه آخوند باید گم بشه»، «نه غزه، نه لبنان، جانم فدای ایران»، «رضا شاه، روحت شاد»، «ایرانی بسه دیگه، غیرتتو نشون بده»، «اصلاح طلب اصولگرا دیگه تمومه ماجرا» و «دشمن ما همین‌جاست، دروغ میگن آمریکاست» سر دادند.

### اعتراضات آبان ۱۳۹۸ ایران
در اعتراضات آبان ۱۳۹۸ با شدت گرفتن اعتراضات مردم شعار «مرگ بر خامنه‌ای» سر دادند.

### اعتراضات دی ۱۳۹۸ ایران
اعتراضات دی ۱۳۹۸ مردم در واکنش به سرنگونی پرواز شماره ۷۵۲ هواپیمایی بین‌المللی اوکراین توسط پدافند هوایی سپاه پاسداران انقلاب اسلامی علیه رهبر جمهوری اسلامی، سید علی خامنه‌ای و سپاه پاسداران شعار سردادند. شعارهای «مرگ بر دیکتاتور» و «مرگ بر خامنه‌ای»، «ننگ ما، ننگ ما، رهبر الدنگ ما»، «کشته ندادیم که سازش کنیم، رهبر قاتل را ستایش کنیم» از جملهٔ شعارها در این اعتراضات بود.

### اعتراضات تابستان ۱۴۰۰ ایران
اعتراضات تابستان ۱۴۰۰ ایران با موضوع بی‌آبی خوزستان گسترش یافت و شعارهای سیاسی علیه نظام جمهوری اسلامی داده شد. گروهی از مردم ایذه با برگزاری تجمعی در حمایت از معترضان به بی‌آبی در مناطق دیگر استان خوزستان به خیابان آمدند و شعارهایی از جمله «مرگ بر خامنه‌ای» و «خامنه‌ای قاتله، حکومتش باطله» سر دادند. در خاک‌سپاری هادی بهمنی، نوجوان هفده ساله‌ای که در جریان این اعتراضات در ایذه کشته شد شعار «مرگ بر خامنه‌ای» داده شد. در تظاهرات اعتراضی که در همبستگی با مردم خوزستان در تهران برگزار شد مردم شعارهایی مانند «توپ تانک فشفشه آخوند باید گم بشه»، «نه غزه نه لبنان جانم فدای ایران»، «مرگ بر دیکتاتور»، «مرگ بر خامنه ای»، «تهران تا خوزستان، اتحاد، اتحاد»، «آذربایجان عرب فارس اتحاد اتحاد!» و «خامنه‌ای حیا کن، مملکتو رها کن» سر دادند. در دوازدهمین شب اعتراضات تابستان ۱۴۰۰، با وجود اختلال شدید اینترنت معترضان در برخی مناطق تهران و کرج از پنجره‌های خانه‌ها یا پشت بام‌ها شعارهای «مرگ بر دیکتاتور» و «مرگ بر خامنه‌ای» سر دادند.

#### حذف توسط شرکت متا
در بحبوحه اعتراضات تابستان ۱۴۰۰ ایران، پست‌هایی در اینستاگرام قرار داده می‌شد که در آن از شعار مرگ بر خامنه‌ای استفاده شده بود یا در ویدئوها شعار فوق در طی اعتراضات از زبان معترضان شنیده می‌شد. شرکت متا، مالک اینستاگرام، پست‌های حاوی این عبارت را با توضیح «نقص محتوای منع اشاعه خشونت» حذف می‌کرد و در نتیجه این اقدام کنشگران مبارزه با سانسور طی مکاتباتی با متا توضیح دادند که این عبارت در راستای نشان‌دادن مخالفت با جمهوری اسلامی استفاده می‌شود و معادل عباراتی چون «لعنت بر ترامپ» است. پس از این مکاتبات و توضیحات، شرکت متا اعلام کرد که موقتاً در مواجهه با پست‌های حاوی این عبارت طی یک بازه زمانی محدود اجازه نمایش این محتوا را خواهد داد. نماینده متا همچنین اضافه کرد که سابقاً نیز این شرکت محتوای حاوی «مرگ بر خامنه‌ای» را به عنوان استثناء قلمداد کرده است، هرچند در مورد این که دقیقاً راجع به چه زمانی صحبت می‌کند یا این که چرا این‌بار این استثناء را قائل نمی‌شود توضیحی نداد. یک سخنگوی دیگر این شرکت نیز عنوان کرد که متا این شعار را به‌عنوان یک عبارت نیابتی جهت ابراز مخالفت با نظام جمهوری اسلامی و نه به‌عنوان عبارتی که «دعوت به خشونت می‌کند» می‌پذیرد.
هیئت نظارت شرکت متا در ژانویه ۲۰۲۳ به این شرکت حکم داد تا شعار «مرگ بر خامنه‌ای» را سانسور نکند. این هیئت از شرکت متا بابت «حذف بیش از حد» محتوای اعتراضی «در برهه‌ای تاریخی در ایران» انتقاد کرد و گفت عبارت «مرگ بر خامنه‌ای» در زبان فارسی بیشتر به معنی درخواست سقوط است تا تشویق به کشتن شخص سید علی خامنه‌ای.

### اعتراضات ۱۴۰۱ خوزستان
اعتراضات ۱۴۰۱ خوزستان مردم برخی از شهرهای خوزستان در اعتراض به گرانی به خیابان‌ها آمدند و شعارهای «مرگ بر خامنه‌ای» و «رئیسی حیا کن، مملکت را رها کن» سر دادند.

### اعتراضات اردیبهشت ۱۴۰۱ ایران
در جریان اعتراضات اردیبهشت ۱۴۰۱ ایران که پس از آزادسازی بهای آرد مصرفی صنف و صنعت در کنار حذف ارز ترجیحی ۴۲۰۰ تومانی آغاز شد، معترضان شعارهایی مانند «مرگ بر خامنه‌ای»، «توپ تانک فشفشه، آخوند باید گم بشه»، «خامنه‌ای قاتله، حکومتش باطله»، «رئیسی حیا کن مملکتو رها کن» علیه سید ابراهیم رئیسی، رئیس‌جمهوری ایران و سید علی خامنه‌ای، رهبر جمهوری اسلامی ایران سر دادند. در شهرکرد، مرکز استان چهارمحال و بختیاری، مردم معترض هنگام تلاش برای آتش زدن یک حوزه علمیه شعارهایی همچون «مرگ بر خامنه‌ای» و «بختیاری می‌میرد، ذلت نمی‌پذیرد» و «زنده باد قیام بختیاری» سر داده‌اند.

### اعتراضات خرداد ۱۴۰۱ ایران
اعتراضات خرداد ۱۴۰۱ ایران در پی فروریختن ساختمان متروپل ابتدا در آبادان آغاز شد و سپس به سایر شهرها نیز گسترش پیدا کرد. در تجمعی که در برابر شهرداری آبادان برگزار شد، معترضان خواهان محاکمه مقصران این حادثه از جمله شهردار و اعضای شورای شهر شدند. شعار «مرگ بر خامنه‌ای» و «رهبر بی‌لیاقت، نمی خوایم، نمی خوایم» از جمله شعارهایی است که در این تجمع شنیده شد.

### خیزش ۱۴۰۱ ایران
در اعتراضات سراسری ۱۴۰۱ که پس از کشته‌شدن مهسا امینی به دلیل ضرب‌وشتم در بازداشتگاه گشت ارشاد آغاز شد شعار «زن، زندگی، آزادی» «مرگ بر دیکتاتور» و «مرگ بر خامنه‌ای» از پر استفاده‌ترین شعارها در این اعتراضات بوده است. سه روز پس از آغاز اعتراضات در ۲۹ شهریور در دانشجویان دانشگاه خوارزمی شعارهای اعتراضی‌ای همچون «توپ، تانک، فشفشه، آخوند باید گم بشه»، «این همه سال جنایت، مرگ بر این ولایت» و «مرگ بر خامنه‌ای» سر دادند؛ تعدادی از دانشجویان این دانشگاه عکس علی خامنه‌ای، رهبر جمهوری اسلامی را زیر پا لگد کردند. همچنین در جریان اعتراضات ایرانیان مقیم خارج کشور در تجمع اعتراضی برلین از این شعار استفاده شد. چهارشنبه ۱۱ آبان در منطقه چیتگر تهران، دختران دانش‌آموزان در خیابان، شعارهای «مرگ بر خامنه‌ای» و «لعنت بر خمینی» سر دادند. مرگ بر خامنه‌ای همچنین در شعارهای شبانه نیز، سر داده می‌شد. برخی از رسانه‌ها اعتراضات را انقلاب عنوان کرده‌اند.

پنهان‌سازی شعار مرگ بر خامنه‌ای از دیوار دبیرستان شاهد - پاییز ۱۴۰۱

## شعارهای مرتبط
- خامنه‌ای یزید شده، یزیدْ روسفید شده
- مرگ بر خامنه‌ای، لعنت بر خمینی
- خامنه‌ای قاتله، حکومتش باطله[۴۶]
- خامنه‌ای قاتله، ولایتش باطله[۴۷]
- رهبر بی‌لیاقت، نمی‌خوایْم نمی‌خوایم[۴۸]
- خامنه‌ای حیا کن، مملکتو رها کن[۴۹][۵۰][۵۱][۵۲]
- توپ تانک فشفشه، خامنه‌ای کس‌کشه[۵۳]
- امسال سال خونه، سید علی سرنگونه[۵۴]
- خامنه‌ای ضحاک، می‌کِشیمت زیر خاک[۵۵]
- دیکتاتور به پایان سلام کن[۵۶]